# Knjižnica ruske akademije znanosti
Knjižnica Ruske akademije znanosti (rusko Библиотека Российской академии наук (БАН)) je velika ruska knjižnica v državni lasti s sedežem na otoku Vasiljevska v Sankt Peterburgu, odprta za zaposlene v ustanovah Ruske akademije znanosti in znanstvenike raziskovalce. Knjižnica je del Akademije znanosti in poleg osrednje zbirke vključuje knjižnične zbirke, ki jih hranijo specializirane akademske ustanove v Sankt Peterburgu in drugih mestih. 
Knjižnica je bila ustanovljena v Sankt Peterburgu z odlokom Petra I. leta 1714 in nato vključena v Sanktpeterburško akademijo znanosti. Od leta 1747 so vse akademske ustanove in od leta 1783 vsi založniki v državi zakonsko dolžni zagotoviti knjižnici brezplačen izvod vsake izdane enote. 
V letih 1924-1925 so bile zbirke prenesene v novo stavbo, ki je bila za knjižnico zgrajena leta 1914 in je bila med prvo svetovno vojno vojaška bolnišnica. Med obleganjem Leningrada v letih 1941-1944 so zbirke ostale v obleganem mestu, knjižnica pa je bila odprta. 
15. februarja 1988 je knjižnico zajel najbolj katastrofalen požar v njeni zgodovini, ki je uničil ali poškodoval precejšen del zbirk. Od skupno 12 milijonov knjig je uničil 298.000 knjig, še dva do tri milijone pa sta poškodovala vročina in dim. 734.465 zvezkov je bilo mokrih zaradi gasilne pene. Veliko izgubljenih zvezkov je bilo iz Baerjeve zbirke tujih znanstvenih del. V požaru je bilo izgubljenih 152.000 knjig, od tega 146.000 ruskih. Med njimi je bilo veliko zgodnjih znanstvenih in medicinskih del iz 17., 18. in 19. stoletja. 
Mokre knjige, poškodovane zaradi gašenja, so bile sprva zamrznjene, nato pa so pozvali prebivalce, da jih doma posušijo. Do konca marca 1988 je bilo na ta način posušenih in  v knjižnico vrnjenih 93 % mokrih knjig, približno 10.000 knjig pa je splesnelo. 
Siberian science news je leta 2018 objavil, da je ogenj uničil 298.061 izvodov monografij in periodičnih publikacij, 146.716 knjig v ruščini in 152.245 izvodov tujih publikacij, izdanih pred letom 1930, vključno z legendarnim Baerjevim fondom okoli 62 tisoč folij. Izgubljeni fond publikacij je bil dopolnjen z 222.336 izvodi iz 764 ustanov, ki so bile vključene v obnovo fonda. Nadomeščenih je bilo 62 % izgubljenih domačih knjig in 8 % publikacij iz Baerove zbirke. V požaru je bilo uničenih tudi 20.640 registratorjev ali tretjina časopisnega fonda. Tudi ta fond je bil delno obnovljen. 
Pred požarom je na dan 1. oktober 1986 fond knjižnice in njej podrejenih knjižnic obsegal 17.288.365 enot.